# 25 Anos - Escrevendo Histórias
25 Anos - Escrevendo Histórias é um registro ao vivo da banda Novo Som gravado em comemoração aos seus 25 anos de carreira e lançado no final de 2016 pela Mess Entretenimento.
O álbum reuniu a chamada "formação clássica" da banda, trazendo de volta o guitarrista Natinho e o baixista Lenilton. Além do inédito single Espelho, também inclui a participação do cantor Mattos Nascimento na música Heróis dos heróis.

## Faixas
1. Jesus Cristo Vem
2. Deste Sentido ao Meu Viver
3. Pra Você
4. Luz/Para Sempre
5. Bandido ou Herói
6. Elo de Amor
7. Eu e Você
8. Nossa História
9. Deixa Brilhar a Luz
10. Passaporte
11. Escrevi
12. Meu Universo/Venha Ser Feliz
13. Espelho
14. Herói dos Heróis
15. Acredita

## Créditos
- Lead Vocal: Alex Gonzaga
- Teclados: Mito e Leandro Silva
- Guitarra: Natinho e Marcelo Horsth
- Baixo: Lenilton
- Bateria: Geraldo Abdo